# سرطان كماني أخضر العيون
سرطان كماني أخضر العيون (الاسم العلمي: Uca chlorophthalmus) هو نوع من الحيوانات يتبع جنس السرطان الكماني من فصيلة السرطانات الشبحية.